# Jojo Moyes
Jojo Moyes is de nom de plume van de Britse schrijster Pauline Sara Jo Moyes (Londen, 4 augustus 1969). Moyes heeft meer dan vijftien boeken gepubliceerd die vertaald zijn in 46 verschillende talen waaronder het Nederlands. Ze heeft ruim 50 miljoen boeken verkocht. Drie van haar boeken, waarvan Me Before You met ruim 14 miljoen verkochte boeken de bekendste is, zijn verfilmd en Moyes heeft tevens het scenario voor de film Head Full of Honey geschreven. Haar boeken worden getypeerd als chicklit.

## Biografie
Moyes werd in 1969 geboren in Londen en groeide hier op als enig kind van haar ouders Elizabeth J. McKee and James C. Moyes. Ze studeerde journalistiek aan de Universiteit van Londen. Na haar studie werkte ze tien jaar lang als journaliste voor onder meer The Independent. Tijdens dit werk schreef ze romans, waarvan de eerste drie romans werden afgewezen. Pas haar vierde roman werd gepubliceerd, nadat verschillende uitgevers tegen elkaar op hadden geboden na het lezen van de eerste hoofdstukken. Sinds 2002 wijdt Moyes zich fulltime aan het schrijven van romans.
Moyes woonde tot 2019 op een boerderij in Essex met haar man en hun drie kinderen. In 2019 scheidde ze van haar echtgenoot en overleed haar moeder. Dit viel Moyes zo zwaar dat ze antidepressiva begon te slikken en rigoureuze veranderingen in haar leven doorvoerde. Zo nam ze een hond, begon veel te wandelen en ging minder werken.
Moyes vindt inspiratie voor haar boeken in haar eigen leven. Zo had zij in haar naaste familie tijdens het schrijven van Me before you (vertaald als Voor Jou) twee mensen die voortdurend (mantel)zorg nodig hadden, net zoals een van de hoofdpersonen in het boek. Een boek dat ze na haar ommezwaai in 2019 schreef, Someone Else's Shoes, gaat over de zaken die haar door de moeilijke periode heen kregen, zoals vriendschap tussen vrouwen.

### Me Before You-serie
- Voor jou (2012) (Before You (2012))
- Een leven na jou (2015) (After You (2015))
- Voor mij (2018) (Still me (2018))

### The Girl You Left Behind-serie
- Een week in Parijs (2012) (Honeymoon in Paris (2012)
- Portret van een vrouw (2012) (The Girl You Left Behind (2012))

- Bibsys: 3030973
- Bibliothèque nationale de France: cb145343616 (data)
- Catàleg d'autoritats de noms i títols de Catalunya: 981058602670406706
- CiNii: DA18098752
- Gemeinsame Normdatei: 124403247
- International Standard Name Identifier: 0000 0001 1477 4072
- Library of Congress Control Number: n2001043849
- Nationale Bibliotheek van Letland: 000197579
- Bibliotheek van het Japanse parlement: 001195557
- Nationale Bibliotheek van Tsjechië: mzk2011619882
- Nationale bibliotheek van Australië: 51943760
- Nationale Bibliotheek van Israël: 987007502662505171
- Nationale en Universitaire bibliotheek Zagreb: 000572278
- Nederlandse Thesaurus van Auteursnamen: 229573320
- Réseau des bibliothèques de Suisse occidentale: 02-A009510318
- Istituto Centrale per il Catalogo Unico: UBOV637727
- LIBRIS: 270157
- Système universitaire de documentation: 078059402
- Trove: 1520885
- Virtual International Authority File: 90779697
- WorldCat: E39PBJt43gtW69DKHJrxh9qhHC